# 井口基成
井口 基成（いぐち もとなり、1908年5月17日 - 1983年9月29日）は日本のピアニスト・ピアノ教育家。妹の井口愛子（後に佐藤愛子）と、前妻の井口秋子もピアニスト・ピアノ教育家という音楽一族。

## 略歴
井口基二と秀の長男として東京府東京市日本橋区浜町（現東京都中央区日本橋浜町）に生まれる。
1915年、浜町尋常小学校入学。1921年、京華中学校入学。16歳から田中規久士にピアノを師事。東京音楽学校器楽部ピアノ科にて高折宮次、レオニード・コハンスキに師事する。卒業後フランスに留学、イヴ・ナットのもとで研鑽を重ねた。1934年、帰国後初のリサイタルを日比谷公会堂で行い、その後活発な演奏活動を展開する。一方で東京音楽学校教授に就任し、教育面でも重要な貢献を果たした。
1943年4月、帝国芸術院賞洋楽部門で、第1回目の受賞者に選ばれる。1948年、伊藤武雄、齋藤秀雄、吉田秀和と「子供のための音楽教室」を東京家政学院内に開設。一期生には小澤征爾（指揮者）、中村紘子（ピアニスト）、堤剛（チェリスト）らがいる。「子供のための音楽教室」は、後の桐朋学園音楽部門の母体となった。1955年、桐朋学園短期大学開設にあたり、初代校長をつとめる。
1949年、毎日音楽賞、1963年、毎日出版文化賞を受賞。1965年には日本演奏家連盟を設立。
1965年頃に脳血栓で右半身不随となり、さらに生肉食の習慣が災いして寄生虫による胃潰瘍を病み、体力的な問題から桐朋学園名誉学長を辞任。
1983年9月29日、午後7時頃、慶應義塾大学病院で死去。75歳没。
著書に「わがピアノ、わが人生」、またピアノ校訂楽譜を多数残している。
秋子との間に6子を儲けたが、50歳を過ぎた頃、秋子と離婚。1962年に再婚し、後妻との間に3子を儲ける。秋子との息子の井口家成は物理学者で東京工業大学教授を経て現在は同大名誉教授。

## 人物
未初演作品を積極的に紹介するタイプの演奏家で、近代音楽の日本初演を行い、紹介している。スクリャービンについては「彼は色光ピアノなんてものを考え付いたのだから、ステージにその作品に応じたスポットライトを当てよ」と照明係に頼んでいた。また井口校訂の楽譜（井口版）にもドビュッシーとラヴェルの全曲が収められている。井口版はリストのピアノ音楽に多くを割いている点が有名である。現在では楽譜校訂上好ましくない改変が多いと批判が多いが、現在も版を重ねている。
井口の演奏方法は、高い位置から指を落として強い力で鍵盤を叩く、アルトゥール・ルービンシュタインに似た「ハイフィンガー・スタイル」だった。このため、演奏に生真面目さや実直な人物がにじみ出ていたという意見も多いが、逆に言うと優雅さや繊細さがなく、固く単一的な音しか出すことができないとして、評論家の野村光一や、実妹・愛子の弟子である中村紘子らから「音が大きいだけ」「非音楽的」「無味乾燥で面白みがない」などと痛烈な批判を浴びている。一方で野村は、井口のスタイルを、井口の師匠の高折が師事したパウル・ショルツのピアニストとしての完成度の低さが大きな要因だったのでは、と自身の著作『日本洋楽外史』で指摘している。
あまりにも激しく鍵盤を叩くため、ピアノの弦が切れることがしばしばあり、演奏中椅子から床にずりおちたエピソードが有名である。信憑性は薄いが、練習中はピアノの脚や、はたまた椅子の脚まで折れてしまった、などというエピソードもある。
音源はレコードやCD資料も少ないが当時のダイナミックレンジが狭く一発録りという状況での演奏は現在の録音とは一概に比べられないが、YouTubeに現存するチェルニー、SP録音が遺されたドビュッシー等の演奏では繊細に大小を弾き分けている。当時の録音機材の性能とグランドピアノの音色からそう弾かざるを得なかった面もあるにせよ、遺された録音から「指を落として強い力で鍵盤を叩く」人物であったと断定することは、非常に難しい。
戦後、戦争協力の問題を問われたが、レッスンを高齢になるまで続けるなどの、地道な努力で名声を取り戻した。演奏者よりも教育者として名高い面もあり、多くの日本のピアニストを支援した。車で弟子の家まで出張レッスンをする姿勢が、多くの弟子に慕われていた。いくつかの国際コンクールで審査員を務め、ヴァン・クライバーン国際ピアノコンクールで果たした功績は小さくない。

## 井口基成に師事したピアニスト
- 有森亜子
- 太田由美子
- 賀來満智子
- 黒河好子
- 小林仁
- 小林倫子
- 小林福子
- 崎川晶子
- 柴田翠
- 関晴子
- 田隅靖子
- 田中希代子
- 田中正史
- 西村路子
- 野沢真弓
- 長谷川美穂子
- 羽田健太郎
- 林秀光
- 林由香子
- 弘中孝
- 藤澤篤子
- 松井啓子
- 松枝淳一
- 松岡三恵
- 宮下恵美
- 安田有子
- 山内妃沙子

他多数。

## 関連文献
- 中丸美繪『鍵盤の天皇』中央公論新社、2022年5月 - 評伝